# Davîdivka, Volodarsk-Volînskîi
Davîdivka (în ucraineană Давидівка) este o comună în raionul Volodarsk-Volînskîi, regiunea Jîtomîr, Ucraina, formată numai din satul de reședință.

## Demografie
Componența lingvistică a satului Davîdivka
     Ucraineană (97,03%)
     Rusă (1,25%)
     Alte limbi (1,57%)
Conform recensământului din 2001, majoritatea populației satului Davîdivka era vorbitoare de ucraineană (97,03%), existând în minoritate și vorbitori de rusă (1,25%).